# Осино (Невада)
Осино (енгл. Osino) насељено је место без административног статуса у америчкој савезној држави Невада.

## Демографија
По попису из 2010. године број становника је 709.
| Група             | 2000.    | 2010.       |
| Белци             | 0 (0,0%) | 537 (75,7%) |
| Афроамериканци    | 0 (0,0%) | 1 (0,1%)    |
| Азијати           | 0 (0,0%) | 2 (0,3%)    |
| Хиспаноамериканци | 0 (0,0%) | 140 (19,7%) |
| Укупно            | 0        | 709         |